# 대불정여래밀인수증요의제보살만행수능엄경 (보물 제759호)
대불정여래밀인수증요의제보살만행수능엄경(大佛頂如來密因修證了義諸菩薩萬行首楞嚴經)은 서울특별시 용산구 국립중앙박물관에 있는 조선시대의 불경이다. 1984년 5월 30일 대한민국의 보물 제759호로 지정되었다.

## 개요
대불정여래밀인수증요의제보살만행수능엄경은 줄여서 '대불정수능엄경' 또는 '능엄경'이라 부르기도 하는데, 부처님의 말씀을 머리속으로만 이해하는데 그치지 않고 자신이 직접 경험하여 얻을 것을 주요사상으로 하고 있다. 능엄경은 전체 10권으로 되어 있으며 스님들이 수련과정에서 필수적으로 배우는 경전이다.
대불정여래밀인수증료의제보살만행수능엄경(大佛頂如來密因修證了義諸菩薩萬行首楞嚴經)는 당나라의 반자밀제(般刺密帝)가 번역하고 송나라의 계환(戒環)이 해석한 것을 조선 태종 1년(1401)에 태조의 명으로 간행한 것이다. 닥종이에 찍은 목판본으로 권1∼10의 내용을 5권의 책으로 엮었으며, 크기는 세로 38.5cm, 가로 22.9cm이다.
책 끝에 있는 권근의 글을 통해서 목판을 새기는 작업에 대덕(大德) 명호(明昊)를 비롯한 많은 사람이 동원되었으며, 윤모(尹某)가 총괄적인 책임을 맡고 있었음을 알 수 있다.
숭유억불책을 국시로 삼고 실천하던 당시에 태조의 명에 의해 불경이 간행되었다는 점이 주목되며, 능엄경 전체의 내용이 전하는 독자적인 판본이라는 점에서도 귀중한 자료로 여겨진다.

## 같이 보기
- 대불정여래밀인수증요의제보살만행수능엄경

## 참고 자료
- 대불정여래밀인수증요의제보살만행수능엄경 - 국가유산청 국가유산포털